# Psychotria breviflora
Psychotria breviflora là một loài thực vật có hoa trong họ Thiến thảo. Loài này được (Schltdl.) Müll.Arg. miêu tả khoa học đầu tiên năm 1881.